# نهائي كأس الدوري المصري 2024
كانت مباراة نهائي كأس الدوري المصري 2024 هي المباراة النهائية لكأس الدوري المصري 2023–24 ‏، وهي النسخة الثالثة من المسابقة منذ إنشائها في عام 2021. أقيمت المباراة بين سيراميكا كليوباترا وطلائع الجيش في 7 أغسطس 2024 على ملعب 30 يونيو بالقاهرة.
كان نادي سيراميكا كليوباترا يتطلع إلى الفوز بلقب كأس الدوري للمرة الثانية على التوالي، بعد فوزه 4–1 في نهائي 2023 على نادي المصري، وأن يصبح أول نادٍ مصري (بجانب الأهلي والزمالك ) يفوز ببطولتين محليتين متتاليتين منذ حرس الحدود في عام 2009. من ناحية أخرى، لعب طلائع الجيش المباراة النهائية لأول مرة، وكان يسعى للفوز باللقب الرئيسي الثاني في تاريخ النادي، وكان انتصاره الوحيد هو كأس السوبر المصري 2021.
نجح حامل اللقب سيراميكا كليوباترا في الدفاع عن لقبه بعد فوزه على طلائع الجيش بنتيجة 3–1 في المباراة النهائية، ليحصد لقبه الثاني في كأس الدوري واللقب الرئيسي الثاني في تاريخ النادي.

## الطريق إلى النهائي

### سيراميكا كليوباترا
| الجولة | الخصم      | النتيجة |
| ------ | ---------- | ------- |
| م.م    | إنبي       | 2–0     |
| م.م    | الإسماعيلي | 3–1     |
| م.م    | الداخلية   | 1–1     |
| ر.ن    | سموحة      | 2–0     |
| ن.ن    | الاتحاد    | 1–0     |

باعتباره حامل اللقب، تم تصنيف سيراميكا كليوباترا ووضعه في الوعاء الأول، وتم سحبه في المجموعة ج مع إنبي والإسماعيلي والداخلية. أقيمت أول مباراة جماعية لهم في 10 يناير 2024 ضد نادي إنبي، وانتهت بفوزهم بنتيجة 2–0 بهدفين من صديق أوجولا والمهاجم السابق لنادي إنبي جون أوكوي إيبوكا. وكانت المباراة الثانية بعد أسبوع واحد، مباراة خارج أرضه ضد الإسماعيلي، والتي انتهت بنتيجة 3–1 لصالح سيراميكا كليوباترا، وسجل أهداف المباراة أحمد ياسر ريان وأحمد قندوسي وأحمد بلحاجي. وكانت المباراة الثالثة على أرض الفريق يوم 24 يناير ضد الداخلية، وانتهت بالتعادل 1–1، وسجل أحمد هاني لصالح الفريق المضيف، وهو ما كان كافياً لتأمين صدارة المجموعة.
في ربع النهائي، لعب النادي ضد سموحة في 1 فبراير، وحقق الفوز 2–0 بفضل الأهداف المبكرة من ريان وهدف ذاتي من شريف رضا. في الدور نصف النهائي، واجه سيراميكا كليوباترا نادي الاتحاد خارج أرضه في 6 فبراير، والذي كان أيضًا خصمهم في الدور نصف النهائي من الموسم السابق، وتمكن من تحقيق فوز ضيق 1–0 حيث سجل كيندوسي الهدف الوحيد في المباراة؛ مما أرسل النادي إلى النهائي للموسم الثاني على التوالي.

### طلائع الجيش
| الجولة | الخصم    | النتيجة        |
| ------ | -------- | -------------- |
| م.م    | زد       | 1–0            |
| م.م    | بيراميدز | 2–2            |
| م.م    | فاركو    | 1–0            |
| ر.ن    | الجونة   | 1–1 (6–5 ر.ت.) |
| ن.ن    | المصري   | 1–1 (3–1 ر.ت.) |

قادمًا من التصنيف الثالث، وقع نادي طلائع الجيش في المجموعة الثانية، إلى جانب بيراميدز وفاركو وزيد. أقيمت أول مباراة للنادي في دور المجموعات في 9 يناير 2024 ضد زد، وانتهت بفوز 1–0، وسجل يسري وحيد الهدف الوحيد في المباراة. أقيمت مباراتهم الثانية بعد أسبوع واحد ضد بيراميدز، وانتهت بالتعادل 2–2، وسجل بول جولز ووحيد لصالح طلائع الجيش. أقيمت آخر مباراة للنادي في دور المجموعات يوم 26 يناير ضد فاركو، وانتهت بفوز طلائع الجيش بهدف واحد، سجله أيضًا وحيد، مما ضمن صدارة المجموعة لطلائع الجيش ومكانهم في مرحلة خروج المغلوب.
وفي ربع النهائي، واجه النادي الجونة على أرضه يوم 31 يناير، وتمكن من التأهل إلى الدور نصف النهائي بعد فوزه 6–5 بركلات الترجيح، بعد انتهاء الوقت الأصلي بالتعادل 1–1، وسجل أحمد عبد الرحمن هدف النادي الوحيد. في الدور نصف النهائي، واجه النادي وصيف العام الماضي المصري في 1 فبراير، وعلى الرغم من أن المصري كان المرشح الأوفر حظًا للتأهل إلى النهائي، إلا أن طلائع الجيش فاز مرة أخرى بركلات الترجيح، بنتيجة 3–1، بعد انتهاء المباراة بالتعادل 1–1، وسجل جودوين أوكوارا هدف فريقه الوحيد؛ مما أدى إلى وصول طلائع الجيش إلى النهائي لأول مرة في تاريخه، ومنع إعادة نهائي 2023.

## المكان

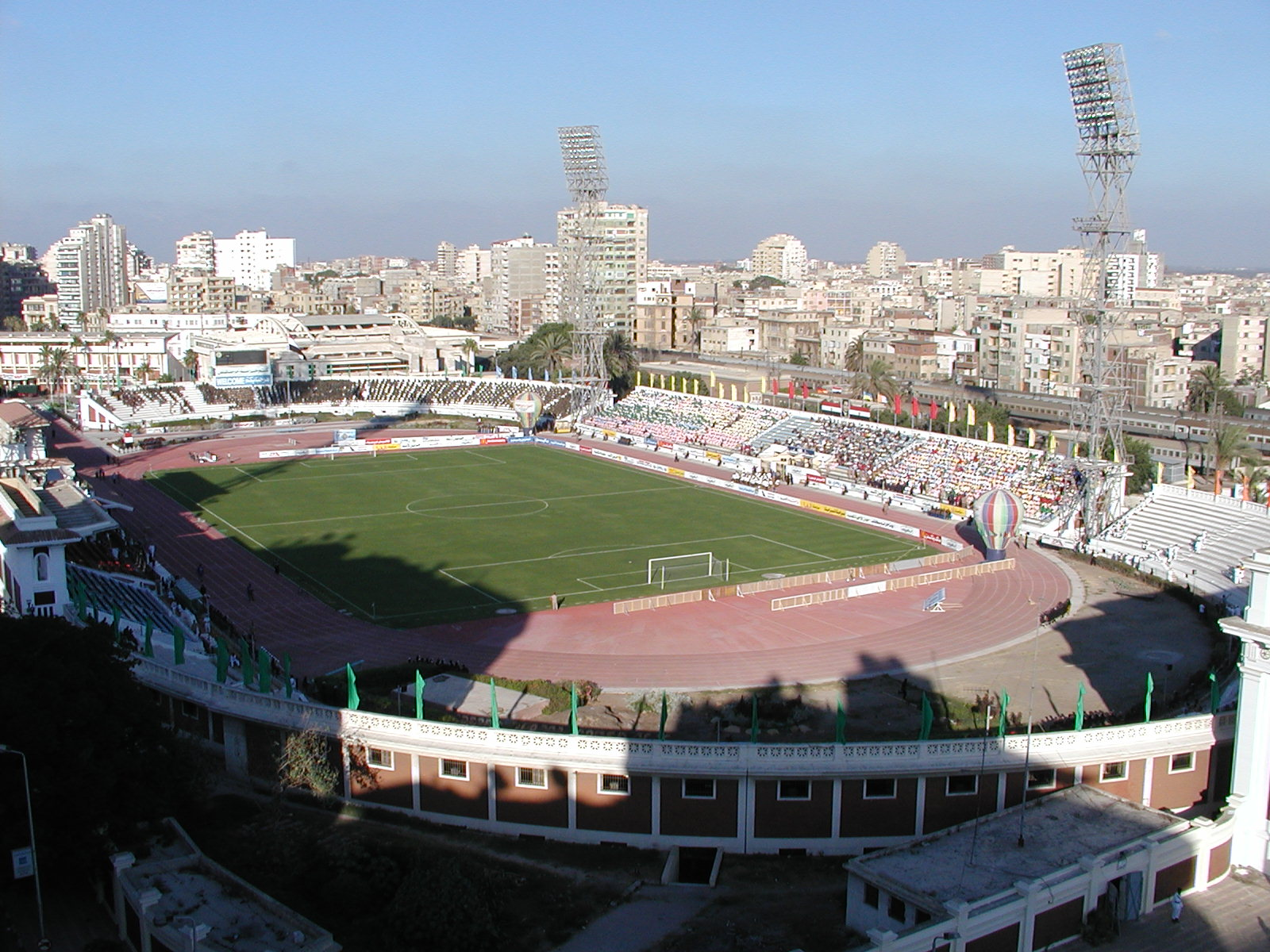
تم اختيار استاد الإسكندرية في البداية كمكان للمباراة.

تم اختيار ملعب 30 يونيو في 16 يوليو 2024 من قبل الدوري الإنجليزي الممتاز لاستضافة المباراة النهائية.
ويعد الملعب أحد الملاعب التي تم افتتاحها حديثًا في مصر، والذي تم افتتاحه في عام 2012، وكان الملعب الرئيسي لفريق بيراميدز في الدوري المصري الممتاز منذ تأسيسه في عام 2018. كان أحد ملاعب كأس الأمم الأفريقية 2019، واستضاف سابقًا كأس السوبر الإماراتي 2018 بين نادي العين والوحدة، ونهائي دوري أبطال أفريقيا للسيدات 2021 بين هاساكاس [الإنجليزية] وماميلودي صن داونز.
تم اختيار استاد الإسكندرية في الأصل من قبل الدوري الإنجليزي الممتاز في 25 يونيو 2024 لاستضافة المباراة النهائية، والتي من المقرر أن تقام في 22 يوليو 2024. إلا أن المباراة تأجلت ونقلها إلى مكان آخر بعد اندلاع حريق في الملعب خلال مباراة بالدوري بين سموحة وبيراميدز في 28 يونيو 2024، مما أثر على نظام الإضاءة في الملعب.
وكان ملعب العاصمة الإدارية الجديدة، وهو ملعب تم افتتاحه حديثًا في العاصمة الإدارية الجديدة، مرشحًا لاستضافة المباراة، ولكن في النهاية لم يتم اختياره لاستضافة المباراة.

## الحكام
تم الإعلان عن حكام المباراة في 5 أغسطس 2024. تم اختيار رادو بيتريسكو، الذي سبق وأن أدار نهائي كأس مصر 2019، حكماً رئيسياً للمباراة، مع اختيار رادو جينجوليك وفاسيلي مارينيسكو كحكمين مساعدين، وبوجدان دوميتراش حكماً رابعاً. وتم اختيار أندريه شيفوليتي وسيباستيان جورجي كحكم مساعد للفيديو وحكم مساعد للفيديو على التوالي.

## المباراة

### التفاصيل
| سيراميكا كليوباترا                  | 3–1   | طلائع الجيش |
| ----------------------------------- | ----- | ----------- |
| - إيبوكا 13' - توني 71' - بلحاج 76' | تقرير | - طارق 43'  |

| سيراميكا كليوباترا | طلائع الجيش |

| GK           | 1  | محمد بسام         |       |       |
| RB           | 17 | أحمد رمضان        | 90+4' |       |
| CB           | 21 | محمد عادل         |       |       |
| CB           | 5  | رجب نبيل          |       |       |
| LB           | 4  | خالد صبحي         |       |       |
| CM           | 22 | عبد الرحمن رمضان  |       | 90+2' |
| CM           | 20 | محمد إبراهيم (ق)  | 32'   | 56'   |
| CM           | 10 | أحمد بلحاج        |       | 90+2' |
| RW           | 8  | صديق أوجولا       | 33'   | 81'   |
| LW           | 11 | أحمد قندوسي       |       |       |
| CF           | 18 | جون أوكويي إيبوكا |       | 56'   |
| البدلاء:     |    |                   |       |       |
| GK           | 23 | محمد كوكو         |       |       |
| DF           | 6  | سعد سمير          |       |       |
| MF           | 12 | إبراهيم محمد      |       | 81'   |
| MF           | 14 | محمد توني         |       | 56'   |
| MF           | 15 | أحمد العرموطي     |       |       |
| FW           | 9  | أحمد ياسر ريان    |       | 56'   |
| FW           | 29 | مروان عثمان       |       | 90+2' |
| FW           | 40 | صموئيل أمادي      |       |       |
| FW           | 72 | نور علاء الدين    |       | 90+2' |
| المدرب:      |    |                   |       |       |
| أيمن الرمادي |    |                   |       |       |

| GK                | 16 | محمد شعبان       |           |     |
| RB                | 8  | أحمد عبد الرحمن  | 45+1' 61' |     |
| CB                | 6  | خالد سوتوهي (ق)  |           |     |
| CB                | 24 | محمد سمير        |           |     |
| LB                | 21 | أحمد متعب        |           |     |
| CM                | 5  | فريد شوقي        |           |     |
| CM                | 20 | علي حمدي         |           | 63' |
| AM                | 10 | عبد الرحمن أسامة |           | 73' |
| RW                | 26 | محمد هاني        |           | 63' |
| LW                | 11 | كريم طارق        |           | 73' |
| CF                | 2  | جودوين أوكوارا   | 48'       | 63' |
| البدلاء:          |    |                  |           |     |
| GK                | 1  | عمر رضوان        |           |     |
| DF                | 25 | محمد دياب        |           | 63' |
| MF                | 3  | حميد ماو         | 79'       | 63' |
| MF                | 7  | أحمد الشيخ       |           |     |
| MF                | 22 | مصطفى الخواجة    |           |     |
| FW                | 12 | إسلام محارب      |           | 73' |
| FW                | 17 | عمر السعيد       |           | 73' |
| FW                | 19 | يسري وحيد        |           | 63' |
| FW                | 28 | أحمد سمير        |           |     |
| المدرب:           |    |                  |           |     |
| عبد الحميد بسيوني |    |                  |           |     |

| رجل المباراة: صديق أوجولا (سيراميكا كليوباترا) الحكام المساعدون: رادو غينغولياك (رومانيا) فاسيلي مارينيسكو (رومانيا) الحكم الرابع: بوجدان دوميتراش (رومانيا) حكم الفيديو المساعد: أندريه شيفوليتي (رومانيا) مساعد حكم الفيديو المساعد: سيباستيان جورجي (رومانيا) | قواعد المباراة - 90 دقيقة - ركلات الترجيح إذا استمرت النتيجة بالتعادل - تسعة بدلاء تم تسميتهم - الحد الأقصى خمسة تبديلات |

### الإحصائيات
| الإحصائيات           | سيراميكا كليوباترا | طلائع الجيش |
| -------------------- | ------------------ | ----------- |
| الأهداف المسجلة      | 1                  | 1           |
| إجمالي التسديدات     | 6                  | 4           |
| التسديدات على المرمى | 2                  | 2           |
| الاستحواذ            | 54%                | 46%         |
| ضربات الزاوية        | 1                  | 1           |
| الأخطاء المرتكبة     | 8                  | 8           |
| التسلل               | 0                  | 0           |
| البطاقات الصفراء     | 2                  | 1           |
| البطاقات الحمراء     | 0                  | 0           |

| الإحصائيات           | سيراميكا كليوباترا | طلائع الجيش |
| -------------------- | ------------------ | ----------- |
| الأهداف المسجلة      | 2                  | 0           |
| إجمالي التسديدات     | 7                  | 2           |
| التسديدات على المرمى | 3                  | 1           |
| الاستحواذ            | 60%                | 40%         |
| ضربات الزاوية        | 2                  | 2           |
| الأخطاء المرتكبة     | 5                  | 9           |
| التسلل               | 0                  | 0           |
| البطاقات الصفراء     | 1                  | 3           |
| البطاقات الحمراء     | 0                  | 1           |

| الإحصائيات           | سيراميكا كليوباترا | طلائع الجيش |
| -------------------- | ------------------ | ----------- |
| الأهداف المسجلة      | 3                  | 1           |
| إجمالي التسديدات     | 13                 | 6           |
| التسديدات على المرمى | 5                  | 3           |
| الاستحواذ            | 57%                | 43%         |
| ضربات الزاوية        | 3                  | 4           |
| الأخطاء المرتكبة     | 13                 | 17          |
| التسلل               | 0                  | 0           |
| البطاقات الصفراء     | 3                  | 4           |
| البطاقات الحمراء     | 0                  | 1           |

## الملاحظات
1. ↑  تم منح كل فريق ثلاث فرص فقط لإجراء التبديلات، باستثناء التبديلات التي أجريت بين الشوطين.